# Labatt
Labatt je kanadská značka piva. Společnost založil roku 1847 John Kinder Labatt v Londýně. Roku 1995 ji ovládl belgický pivovar Interbrew, jenž se posléze stal součástí společnosti Anheuser-Busch InBev.
Když se v roce 1978 jel závod formule 1 v Kanadě (Velká cena Kanady), odzátkoval vítězný závodník Gilles Villeneuve na stupních vítězů místo tradičního šampaňského lahev piva Labatt, jenž byl jedním z jeho hlavních sponzorů. V roce 1989 s pivovarem na reklamní kampani pro pivo Blue Zone spolupracovala začínající Pamela Andersonová. Toto pivo navíc roku 2003 ocenila Monde Selection značkou kvality Gold.